# 尊聖
尊聖（そんせい）は、大天興の趙善政の時代に使用されたとされる元号である。928年 - 929年。史書によっては興源とするものもあるが、李崇智は国号の別称であると考証している。

## 西暦との対照表
| 尊聖 | 元年  | 2年   |
| 西暦 | 928年 | 929年 |
| 干支 | 戊子  | 己丑  |